# A寝台
A寝台（エーしんだい）とは、日本国有鉄道（国鉄）およびJRにおける寝台車の区分において、B寝台の上位に位置する寝台設備である。なお、国鉄・JR以外では長距離フェリーの一部にも「A寝台」という名の設備があるが、本項では専ら国鉄・JRのA寝台について述べる。
三等級制時の一等・二等寝台車、二等級制時の一等寝台車にあたる。設備は個室寝台と開放式寝台に大別できるが、現在は個室寝台が主流となっており、2013年以降は開放式A寝台を備えた列車は定期・臨時を含めて存在しなくなった。車体の種別記号は等級記号であるイロハのロと、寝台車を表すネを組み合わせたロネである。

## 等級制時代

### 戦前
1900年（明治33年）に山陽鉄道が神戸 - 三田尻（現・防府）間急行に初めて一等寝台車を連結した。この車両の寝台設備は車両長手方向の上下二段とし、下段は昼はロングシート、夜は背ずりを引き下げて寝台幅を拡張した。山陽鉄道はさらに1903年（明治36年）には二等寝台車も開発している。以後、官営鉄道 や日本鉄道も追随した。鉄道国有化後には寝台車は長距離列車に欠かせない存在となり、車体の半分が二等寝台となった合造車を含めると、全国の主要路線を走るようになった。優等列車が限られていた時代であり、地方の長距離普通列車にさえも連結されていた。
戦前の三等級制時代には、一等寝台車（記号「イネ」）は室内に折畳み洗面台を備えた2人又は4人用区分寝室、二等寝台車（記号「ロネ」）は2段のツーリスト式開放寝台（舟形寝台）を標準とした。1934年（昭和9年）以降は、合理化のため東海道・山陽本線を除いては通常の営業列車で一等車の連結がなくなる。一等寝台車が折畳み洗面台を備えた区分寝室であることは、当時の政府や軍の高官の旅行に際してプライベートな姿を他に見せない配慮の結果であった。したがって一等寝台車の連結廃止後も高官の乗車が想定される区間用には、二等ながら区分室を備えた寝台車が作製された。
当時の優等寝台車は多車種少量製作で変形車が多く、二等寝台車ではあるが、例外的に4人用区分寝室（コンパートメント）を備えた車両（マロネ37480形。後のマロネ38形）や、定員2名の特別室を備えた一等寝台車等も存在した（マイネ37130形。後のマイネ38・マロネ49形）。マイネ37130形には、当時の鉄道大臣の発案で、改造のうえシャワー室を装備したものが1両存在し、特急「富士」に運用されたが、シャワー自体当時の日本人に馴染みがなく、同じ運用に入るのが4日に一度と言う頻度であったことから利用も伸びず、短期間で消滅している。
走り装置には、種々の艤装によって増加した車両重量に対応するため、3軸ボギー式台車が用いられ、軸重の軽減を図った。
変わった存在としては、ダブルベッドを備えた寝台車が、明治末期から大正中期に存在した。1910年（明治43年）9月より、旧新橋 - 神戸間の急行列車に連結された二等寝台車「ロネ9140形」に、「二等寝台二人床」と呼ばれる寝台が設けられた。これは大人2人が寝ることができるダブルベッドを備えたもので、夫婦での利用を考慮したものとされる。1912年に運転開始した日本初の特別急行列車、1・2列車（後の「富士」）に連結されたスロネ10055形のプルマン式寝台の下段も同様である。この「二等寝台二人床」は、1918年（大正7年）11月6日に「二等寝台大型」と改称され、大人2人での利用は禁止された。その理由としては、当時、第一次世界大戦で巨額の富を得た成金が芸者を連れて｢不純な行為｣をする、寝台券を持った女性がホームや車内で｢お客｣となる男性を物色する、などの本来の目的からは離れた利用実態が、世間の猛烈な批判を招いたことにあるとされる。日本の寝台車においてダブルベッドが復活するのは、70年以上が経過したJR発足後のこととなる。
太平洋戦争の戦況悪化に伴って1944年（昭和19年）4月に実施された決戦非常要領により、一等車および寝台車の連結が中止された。寝台車の多くは各地に疎開留置、あるいは三等座席車に改造されたが、二等寝台車の一部は高官・要人等の特殊公用客用として運用された。

### 戦後の展開
戦後の一時期、疎開によって三等車への戦時改造や戦災を免れた数少ない優等寝台車は、進駐軍専用に運用されていたが、1948年（昭和23年）に戦後初の新造一等寝台車マイネ40形が新製され、この時期から日本人も利用できる寝台車が復活した。この車両は製造当初から冷房を搭載した日本で初めての寝台車である。なおこの年11月10日に復活した当初は“特別寝台車”と称し、翌年5月1日に一等寝台車と呼称を改めた。
その後一等寝台車の増備や、進駐軍接収の一等・二等寝台車の返還が進行し、また4人用区分室方式の二等寝台車（マロネ39形、スロネ30形等）が新製や在来車改造で登場した。こうして1950年代前半には日本各地の長距離急行列車において、一等、二等寝台車が、ほぼ戦前並みに復活した。
| 格下げ前形式        | 格下げ後形式 | 寝台定員            | 冷房                          |
| ------------------- | ------------ | ------------------- | ----------------------------- |
| 格下げ前形式        | 格下げ後形式 | ABCは2等 寝台の等級 | ○：全車有 △：一部車輌有 ×：無 |
| マイネ40            | マロネ40     | A6/B16              | ○                             |
| マイネ41            | マロネ41     | B24                 | ○                             |
| マイネ29            | マロネ48     | A20                 | ×                             |
| マイネ38            | マロネ49     | A17                 | △                             |
| マイロネ39          | マロネ58     | A2/B12              | ×                             |
| マイネフ29          | マロネフ48   | A18                 | ×                             |
| マイネフ38          | マロネフ49   | A16                 | ×                             |
| マロネフ38（0番台） | マロネフ58   | A8/C12              | ×                             |
| マイロネフ38        | マロネフ59   | A2/B12              | ×                             |

しかし、一等寝台は当時の航空運賃よりも高くなる区間があるなど、その運賃・料金の高さによって利用率が低迷する一方で、二等寝台車は需要が非常に高かったことから、まず戦前製の冷房なし一等区分室寝台車の一部が二等寝台の特別室に転換された。さらに昭和30(1955)年7月1日には一等寝台そのものが廃止され、車両は区分室も開放室も全て二等寝台車に格下げ統合された。旧一等寝台の形式称号である「イネ」も廃止され、「ロネ」となった。この際、旧イネの車両形式は「40」以上にまとめられた。
このとき二等寝台車のうち、旧一等寝台区分室を二等A寝台、マロネ40のプルマン式寝台等、旧一等寝台開放室冷房付きを二等B寝台、マロネ29のツーリスト式寝台等、従前からの二等寝台開放室で非冷房のものを二等C寝台とした。
ただし、旧一等寝台でも冷房のないものは様々な基準で等級づけされ、実際の整理の経緯は複雑である。
たとえば、右の1955年等級改正対照表でマロネフ58形とされたマロネフ38形0番台であるが、もと一等区分室をもっていたものの需要が見込めず、これ以前に二等特別室(特ロネ)に格下げされていた部分は、このとき非冷房のまま二等Aに分類されている。また同じ38形でも10番台は、改正前に同様に一等区分室を二等特別室に格下げ改造した際に洗面台を撤去していたので、マロネフ38形のまま全体が二等Cとされた。（国鉄スハ32系客車#寝台車の改造車 マロネフ38形）
従来から二等寝台であった客車は、全室4人用区分室のマロネ39形、スロネ30形も、一部区分室を含むマロネ38形も、ツーリスト式寝台と同様、すべて二等Cとされた。

### 20系客車登場以降
この頃までの旧一等寝台区分室は、2人または4人用のみであったが、1958年（昭和33年）に開発された20系客車のうち、区分室寝台のみで製造されたナロネ20形に、二等寝台車に初の1人用個室寝台、「ルーメット」が導入された。これは、二等A室扱いとしたが、従来の二等A寝台下段の料金よりも600円高い3360円の「個室」料金が別途設定され、二人用区分室は従来の二等A室として取り扱った。プルマン式開放式寝台のみであったナロネ21形は従来どおり二等B室とされ、また1959年（昭和34年）登場したナロネ22形は「ルーメット」とプルマン式開放式寝台との合造車であったため、区分室は二等A個室、開放室は二等B室となった。
なおこの時代には、二人用区分室は単に「二等A」であり、「個室」の名称は1人用についてのみ用いられた。ナロネ20形の2人室を「2人用個室」と呼ぶようになったのはモノクラス制以後のことである。
また、在来客車の置き換えでもあった10系客車のうち、1958年より増備されたナロハネ10形の2等部分はプルマン式寝台ながら、当初は非冷房のため二等Cとしたが、1964年（昭和39年）に行われた冷房改造により一等B室へ変更となった。1959年（昭和34年）のオロネ10形は当初から冷房設備があり、二等Bとされた。
1960年（昭和35年）に国鉄の等級制の整理が行われ、従来の二等を一等に、従来の三等を二等として2等級制になった。これに伴い優等寝台は一等寝台となったが、ABCおよびA「個室」の区分は継承された。
1956年に復活した三等寝台(1960年からは二等)が大成功を収める一方で、昭和20年代までに製造された優等寝台車は高度成長期に入ると淘汰されていく。1966年に旧二等寝台の標準とされた区分Cのツーリスト式寝台車が宗谷本線を最後に廃止され(マロネロ37→38形)、開放式の一等寝台は事実上、区分Bのプルマン式のみとなる。
1967年（昭和42年）に登場した寝台電車581・583系においては、二等寝台のみの編成となり、一等寝台を製作しなかった。これは昼夜兼帯で使用されることが前提となっており、昼行列車1等車で標準のリクライニングシート車に比肩できる水準の一等寝台・座席両用の設備を開発することが困難と考えられたためである。なお、後年1985年（昭和60年）に583系寝台電車に登場したA寝台車「サロネ581形」は、後年の｢サハネ581形」からの改造によるもので、昼夜兼用しないこと（寝台のみでの運用）が前提のため、これが可能となった。

## 等級制廃止後から民営化まで
1969年（昭和44年）等級制廃止により運賃と急行料金が一本化され、また従来の一等寝台をA寝台、二等寝台をB寝台と呼称するようになる。また従来の一等寝台車の等級は廃止され、料金上は「ルーメット」にのみ適用する「個室」と上下段による区別のみとなった。このため旧一等Aの2人用個室もBの開放式寝台と同様に、新制A寝台上段下段の料金となった。
その後、特急用として製造された14系寝台車では編成の自由度と輸送力を重視したことから、A寝台になる「オロネ14形」や、3段式B寝台車とともに製造された24系24形までの新製車「オロネ24形」についても開放式寝台のみを製作した。なお、これらは開放式A寝台車はレール方向に寝台を並べる「プルマン式」を採用したため、車両の中央に通路が設けられている。
ただし、1970年代後半より1980年代前半にかけて、寝台料金の上昇による利用率の減少や車両の老朽化から、開放式寝台は急行列車をはじめとして連結を終了する事例も出てきたうえ、二段式寝台で製作された24系25形客車への車種変更に際して、特急列車でも連結を行わない事例が増えてきた。
そのため、個室寝台車として久々に新製されたのは1976年（昭和51年）の24系客車に属する「オロネ25形」である。個室寝台車は20系客車以降製作されなかった上、運用がごく限られたものであったが、同車は二段式寝台で製作されたB寝台車に対して、A寝台を個室とすることでこのクラスの品質を確保する意図があったとされる。内装は、寝台を枕木方向に配置し、片側通路とした一人用個室寝台車である。後にこの個室は、後年改造によって登場したものとともに、「シングルデラックス (DX)」と名付けられた。
この新製車による初期の「シングルデラックス」は、当初より東京駅発着のブルートレインのうち、25形客車を使用した「はやぶさ」、「富士」、「あさかぜ1・4号」および「出雲」に使用され、ほぼ原形を保ちながら2009年（平成21年）まで運行の「はやぶさ」・「富士」に連結されていた。

## 民営化以降の展開
1980年代中盤以降、とりわけJR分社化後に有力な資源とされた寝台列車の利用促進のため、寝台車の個室化が進行する。
本稿の主題であるA寝台の場合、JR分社化を目前にした1987年（昭和62年）に登場した「ツインデラックス (DX)」と、「あさかぜ1・4号」、「出雲1・4号」用の「シングルデラックス」の改修が緒となった。
なお、前者は「北斗星」となる「青函ブルトレ」用として改造されたものを「ゆうづる」に連結して運用を開始した。
他にも、1人用A寝台個室「シングルデラックス」は従来開放式B寝台のみないし開放式A寝台連結列車への設定が進んだ。その際、改造の種類により原型の片廊下式の個室のほか、上下の寝台の位置を半分ずつずらし、上段寝室内に階段を設け二層式としたものや、中央に廊下を配したものも現れた。
1989年3月31日の乗車分まで、寝台料金に通行税10%が含まれていた（当時はA寝台車とともにグリーン車に対してもグリーン料金に通行税10%が含まれていた）。通行税はその日をもって廃止され、翌日から消費税3%（当時）に置き換えられ、実質的にA寝台料金は値下げとなった。
1998年（平成10年）に新造された285系寝台電車でも、1人用A寝台個室が「シングルデラックス」の名称で登場している。
しかし、2012年（平成24年）3月17日のダイヤ改正で、開放型A寝台を連結していた寝台特急「日本海」及び急行「きたぐに」の定期運行を廃止。臨時列車化に際して、両列車とも開放型A寝台を連結されなくなったため、同型の寝台を連結する寝台列車は全廃。2014年（平成26年）までに開放式A寝台車は全て廃車となり、ここに旧山陽鉄道一等車から数えれば一世紀にも及んだ開放式のA寝台の歴史が幕を閉じた。

## 個室A寝台
先述の通り、A寝台においては戦後も個室寝台車が設置されてきたが、数は少なく、国鉄時代は開放式が主流であった。ただし、前に述べたとおり、「区分室」として存在したものもあった。
しかし、個室を1つの単位として寝台券を販売する「個室寝台」は20系客車の1人用個室「ルーメット」と24系客車のオロネ25形の1人用個室が1984年（昭和59年）の個室B寝台「カルテット」の運用以前では唯一であった。
その後、プライバシーの重視と居住性の改善の見地から、寝台車の個室化が進展した。従来からの個室も洗面台などが設けられている点がB寝台との差異となっていたが、国鉄末期以降は、在来車の改造によりB寝台個室が登場、これに対し差別化を図るため、同じく改造により登場したA寝台個室の大半は室内テレビやオーディオ機器などが設けられている。
国鉄民営化後直前の1987年（昭和62年）に、北海道直通寝台特急用として2人用A寝台個室「ツインデラックス (DX)」が登場。
1988年（昭和63年）の青函トンネル開業に伴って運行を開始した、寝台特急「北斗星」には先の2人用A寝台個室「ツインデラックス (DX)」とともに豪華個室「ロイヤル」が設定され、先述の機器に加え合造式のトイレ・シャワールームやベッドとは異なるリビングスペースが登場し、戦前の一等区分室をも上回る豪華さとなった。
さらに寝台特急「トワイライトエクスプレス」では、このロイヤルルームを「北斗星」以上に設置し、更にセミダブルベッドの2床配置や、最後部展望スペースやトイレ・洗面台ユニットと独立したシャワールームなどを兼ねた2人用個室「スイート」を設置、質の高いサービスを提供し、ブランドイメージの構築に成功した。
またJR東日本で試作された「夢空間」では、オロネ25 901「デラックススリーパー」においてバスルーム付きの個室が3室のみ設定された。2室が設定された「スーペリアツイン」の料金は、「カシオペア」の「カシオペアスイート」と同額である。また最上級個室である「エクセレントスイート」は、居間と寝室の間に扉があり、一般的なホテルにおけるスイートルームの概念に近い間取りである。一室67,320円と、スイート等より高額な料金が話題となったが、2008年（平成20年）に夢空間編成の廃車とともに廃止された。
これを更に推し進めた寝台特急「カシオペア」で使用されているE26系客車では、個室A寝台車のみで編成を組むという試みを行っている。また同車では全ての寝台にトイレ・洗面台を設け、上級客室である「カシオペアDX」「カシオペアスイート」では個室シャワーも設置されており、「トワイライトエクスプレス」の2号車スイート以来となる、トイレとシャワースペースの分離を行い、トイレの折り畳み動作を省略している。
2013年（平成25年）に登場した「ななつ星 in 九州」用の77系客車では「クルージングトレイン」として更に豪華な内装を求め、全室にシャワーを設置するなど設備の充実化を推し進めている。また長い間廃れていた「イネ」の称号が復活した。ただし運行上の戦略から、これまでの上級A寝台個室と異なり室内テレビは敢えて設けていない。
「カシオペア」「ななつ星in九州」とも、客車列車の性質を利用し、最後部は通路部分を廃し丸々個室スペースに利用した「展望式スイート」が設置されている。なお、バスルーム付き個室が設定された車両は2017年より運行が開始された「TRAIN SUITE 四季島」「TWILIGHT EXPRESS 瑞風」において、「夢空間」以来9年ぶりに復活した。
ちなみに、個室の施錠方式は、鍵・錠前によるものと暗証番号を入力する方式のほかカードキーを使うものがある。

### 名称
時刻表等では「A」と表示される通常タイプのものと、「SA」「SSA」と表示される特別タイプのものに分かれる。
また、同じ「SA」でも「カシオペアデラックス」と、「スイート」・「カシオペアスイート」では料金体系が分かれる。
それぞれ、以下の名称が与えられている。なお、本表で「SA2」に該当する個室で定期列車としての運用されるものは現在まで一度も存在していない。
| 記号 | 定員 | 名称                              | 現行設定列車                          | 備考 |
| ---- | ---- | --------------------------------- | ------------------------------------- | --- |
| A1   | 1人  | シングルデラックス （シングルDX） | 「サンライズ瀬戸」 「サンライズ出雲」 | A個室寝台料金計算上の基礎となる。 1976年（昭和51年）登場の「オロネ25形」車両が上記にあるように直接的な祖となるが、JR化以降A寝台で設定が増加した。 |
| SA1  | 1人  | ロイヤル                          | （2017年現行設定なし）                | 廃止された「北斗星」と「トワイライトエクスプレス」に設置された。                                                                                  |
| ※    | 2人  | DXスイート                        | 「ななつ星in九州」                    | 同列車内で最高額個室。 2室のうち1室は展望室となる。                                                                                               |
| ※    | 2人  | スイート                          | 「ななつ星in九州」                    | 「ななつ星in九州」では標準室となる。 |
| SA2  | 2人  | スイート                          | （2017年現在設定なし）                | 廃止された「トワイライトエクスプレス」では、一部が展望室となっていた。                                                                            |
| SA2  | 2人  | カシオペアデラックス              | 「カシオペア」                        | |
| SA2  | 2人  | カシオペアスイート                | 「カシオペア」                        | 一部は展望室となる。 |
| ※※   | 2人  | スーペリアツイン                  | （2008年廃車）                        | JR東日本が試作した「夢空間」に2室設定された専用個室。                                                                                             |
| ※※   | 2人  | エクセレントスイート              | （2008年廃車）                        | 「夢空間」において1室のみ導入された最高額個室。                                                                                                   |
| A2   | 2人  | ツインデラックス （ツインDX）     | （2017年現在設定なし）                | A寝台2人用では最初に設置。シングルDX同様の汎用的名称だが、廃止された「北斗星」にのみ設置された。                                                  |
| A2   | 2人  | カシオペアツイン                  | 「カシオペア」                        | |
| A2   | 2人  | カシオペアコンパート              | 「カシオペア」                        | 車椅子利用客専用である。 |

## ギャラリー

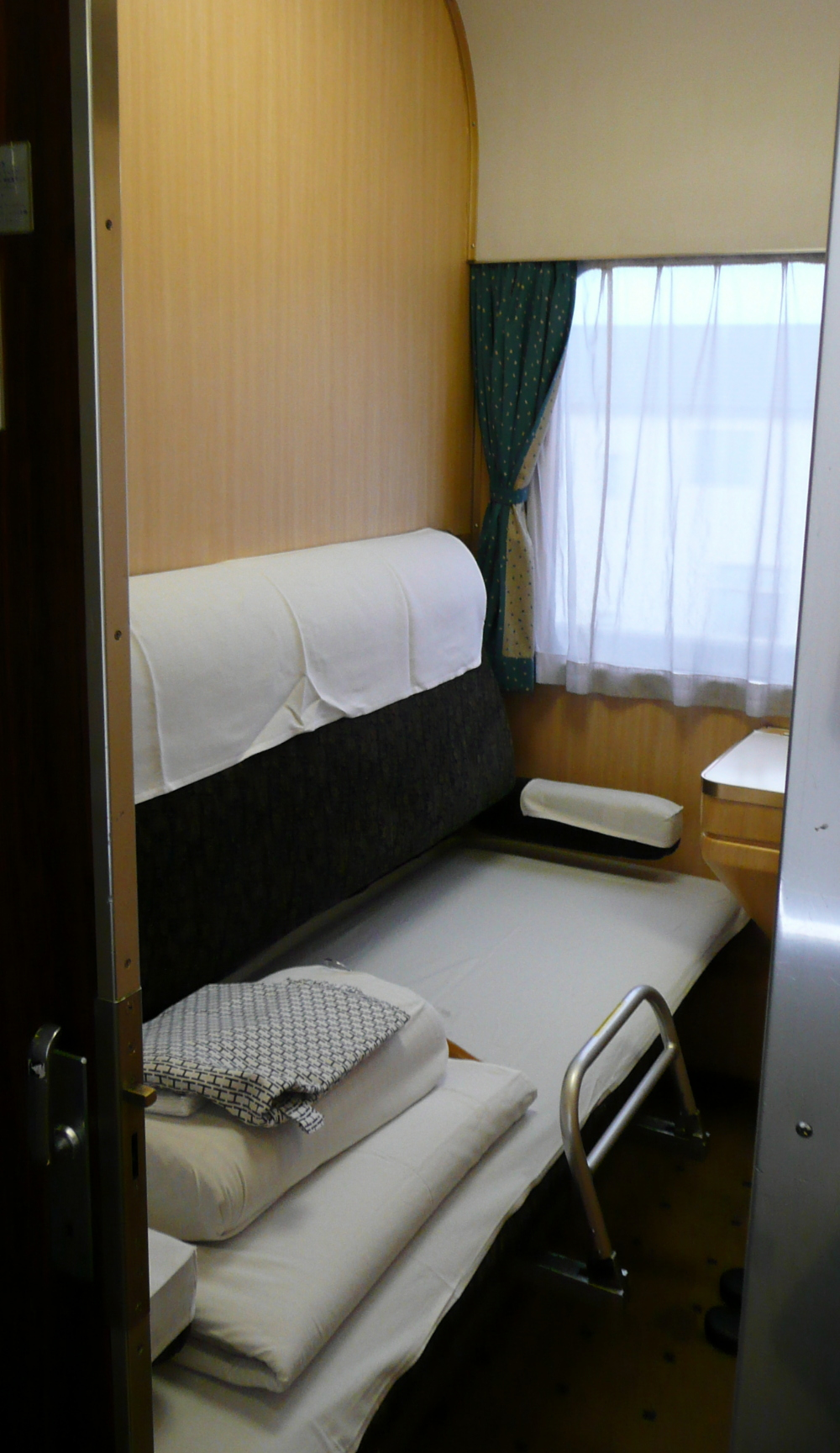
14系シングルデラックス（寝台特急「富士」、2007年8月）
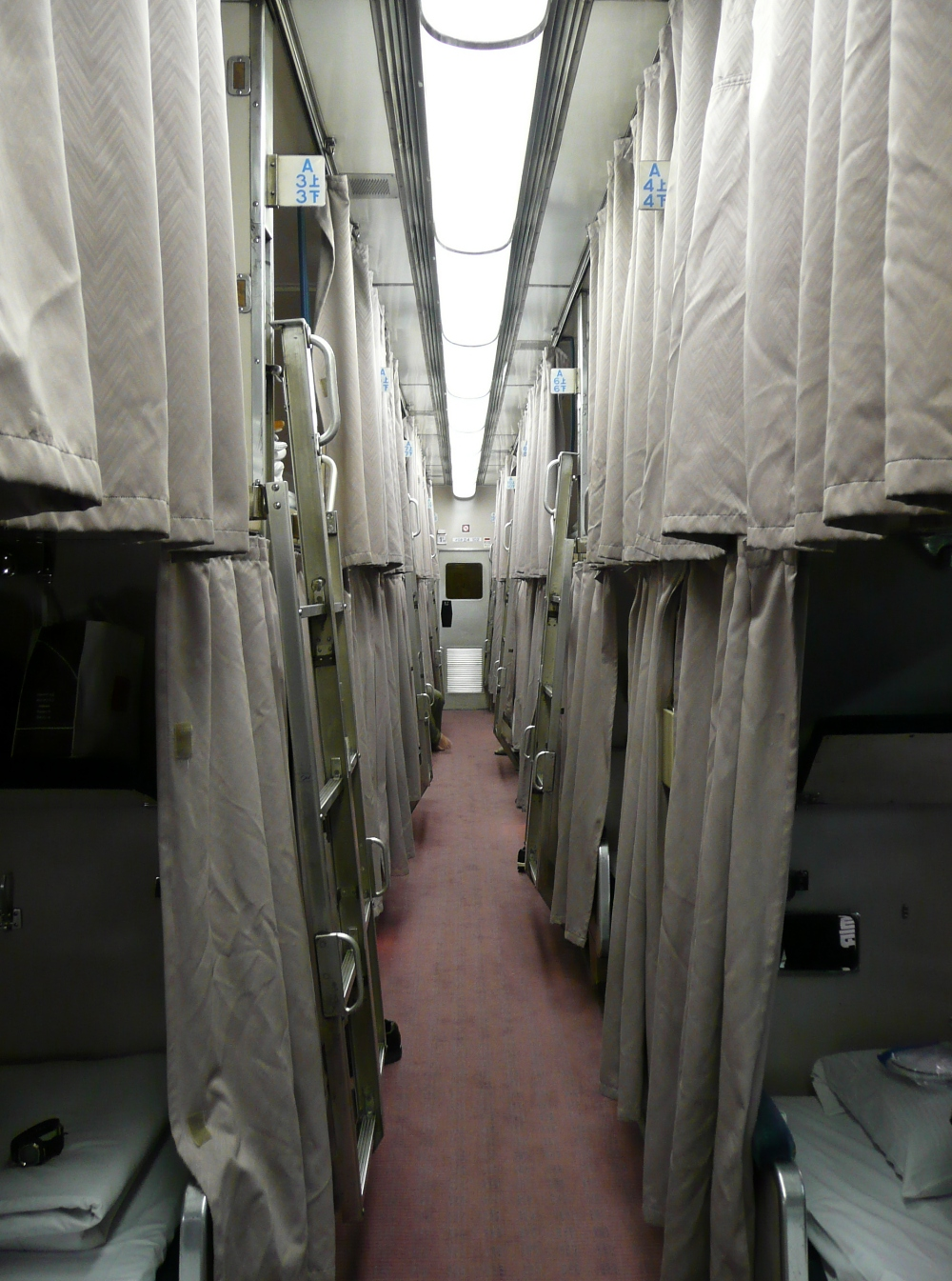
24系開放式A寝台通路（寝台急行「銀河」、2007年8月）
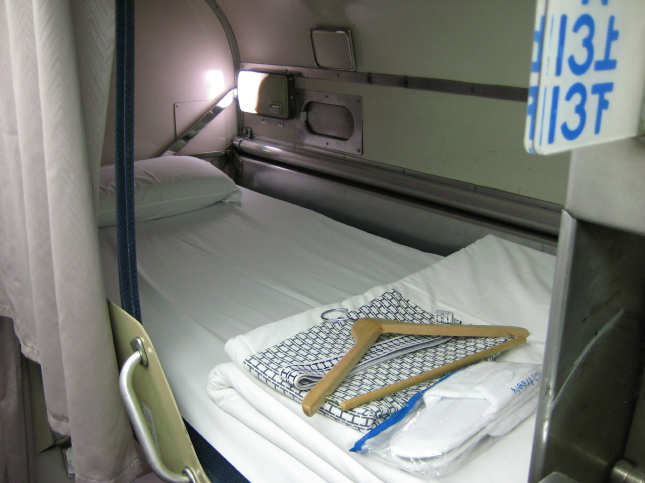
24系開放式A寝台・上段（寝台急行「銀河」、2008年2月）
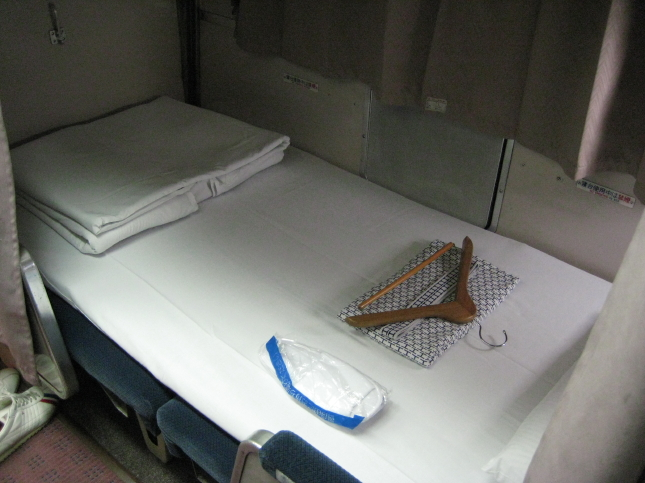
24系開放式A寝台・下段（寝台急行「銀河」、2008年2月）
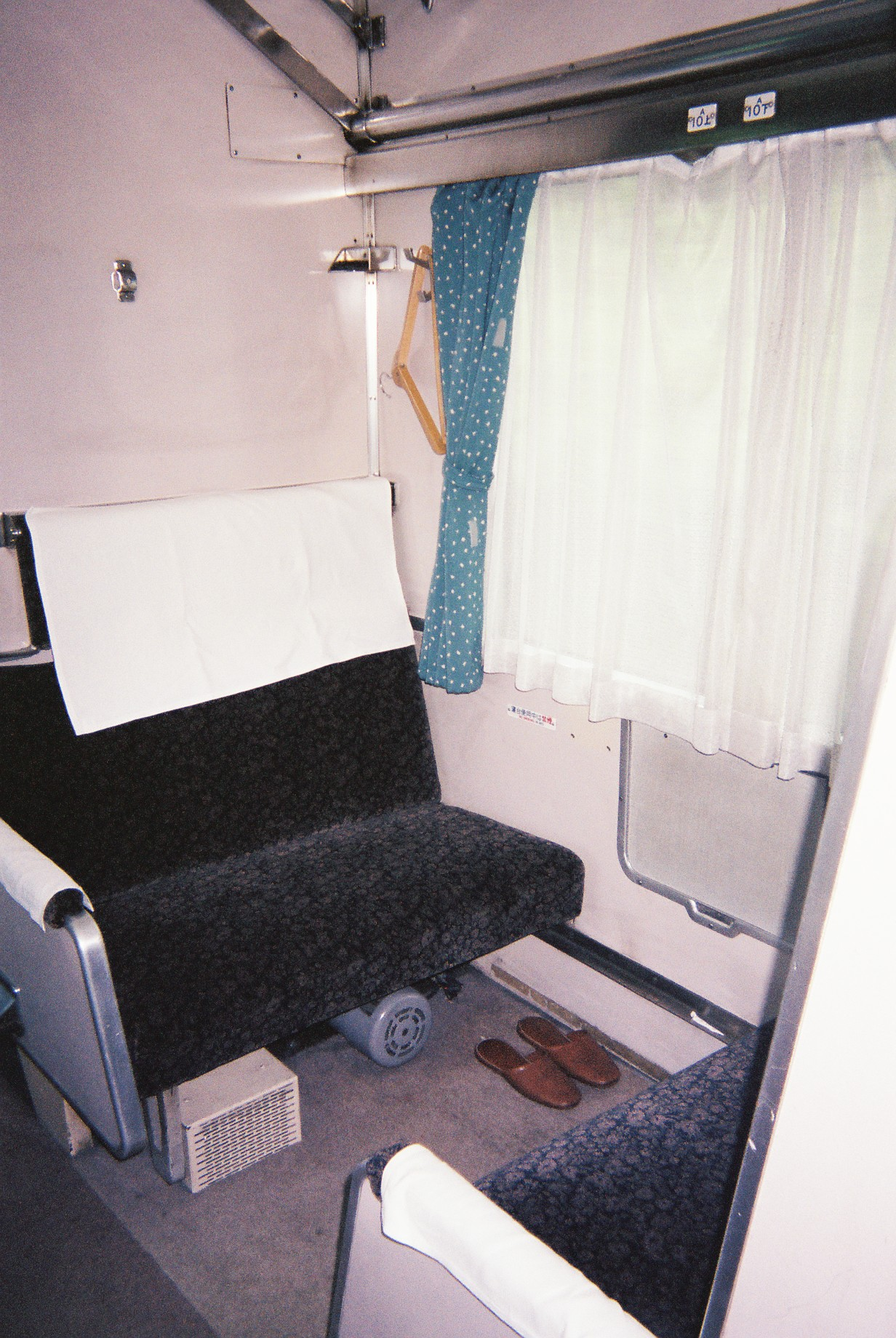
14系開放式A寝台（寝台特急「さくら」、1999年8月）
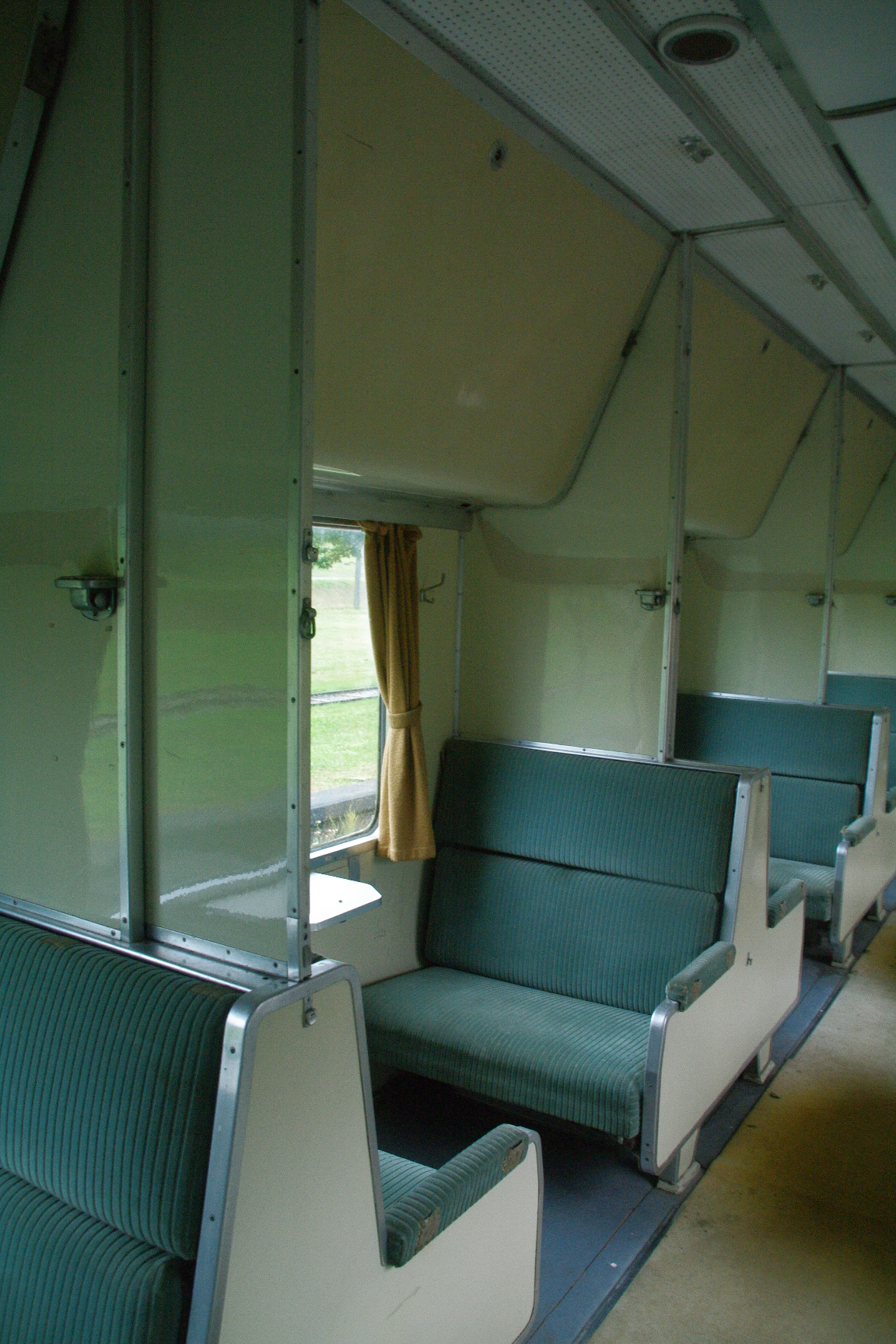
ナロネ21の座席状態
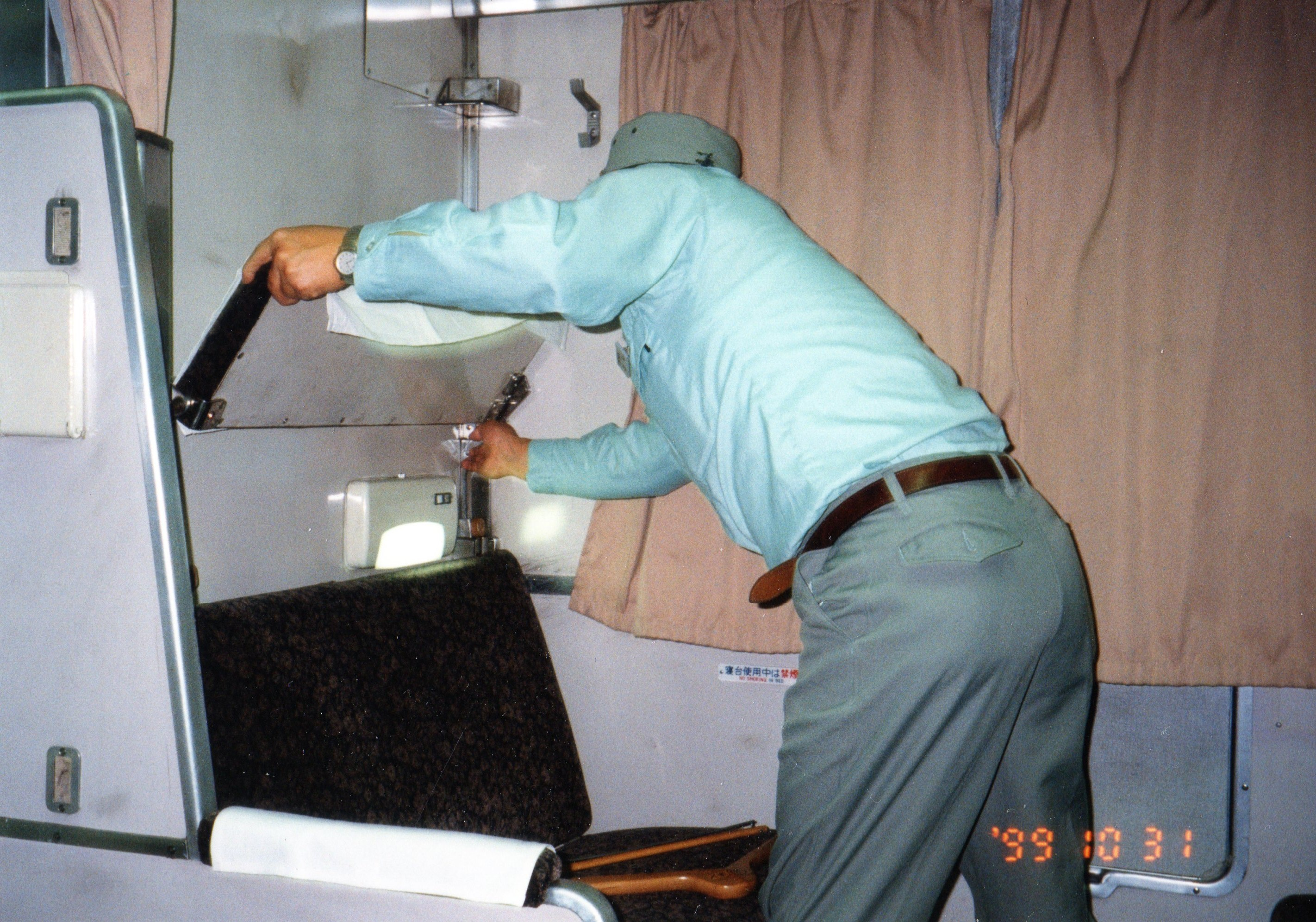
座席から寝台化への転換作業（寝台特急「さくら」、1999年10月）

2016年3月22日現在、A寝台を設ける定期夜行列車は、臨時列車で運行される実績もある「サンライズ出雲」と「サンライズ瀬戸」のみとなる。また、ツアー専門列車として 「カシオペアクルーズ」がある。

## A寝台を設けた夜行列車
かつては多くの夜行特急・急行列車にA寝台が連結されていた。A寝台を連結していた時期のある夜行列車の中には、以下のものが含まれる。なお、詳細は列車項目を参照されたい。
- あかつき
- あけぼの
- あさかぜ
- 天の川
- 出雲
- カシオペア
- 紀伊
- きたぐに
- 銀河
- さくら
- 彗星
- 瀬戸
- トワイライトエクスプレス
- なは
- はやぶさ
- 富士
- 北斗星
- 北陸
- みずほ

## 旧一等寝台車の保存車両
- マロネフ59形二等A・B寝台緩急車1号車
「京都鉄道博物館」プロムナードにて公開されている。
同車は、マイロネフ38形一等二等寝台緩急車1号車として1938年（昭和13年）に製造されたものであり、1955年7月の級制改正によりマロネフ59形となった。
同館開館前には大阪市の交通科学博物館で保管されており、同館保管時には車内への立ち入りも可能であった。